# 拉贾姆
拉贾姆（Rajam），是印度安得拉邦Srikakulam县的一个城镇。总人口23258（2001年）。

## 人口
该地2001年总人口23258人，其中男性11816人，女性11442人；0—6岁人口2460人，其中男1236人，女1224人；识字率66.30%，其中男性为74.51%，女性为57.81%。